# Elisa Frisoni
Elisa Frisoni (* 8. August 1985 in Isola della Scala, Verona) ist eine ehemalige italienische Bahnradsportlerin, dreifache Junioren-Weltmeisterin und dreifache Europameisterin in Kurzzeitdisziplinen.
Im Jahre 2002 errang Elisa Frisoni fünf internationale Titel: Sie wurde in Melbourne dreifache Junioren-Weltmeisterin, im Keirin, im Sprint und im 500-m-Zeitfahren sowie Doppel-Europameisterin der Juniorinnen im Sprint und im Zeitfahren. 
2004 wurde Frisoni dreifache Italienische Meisterin im Sprint, Keirin und im Zeitfahren. Bei ihrem ersten Start bei einer Elite-WM 2004 sowie 2005 wurde sie jeweils Vize-Weltmeisterin im Keirin. 2004 wurde sie zudem Vize-Europameisterin (U23) im Zeitfahren.  Bei den Italienischen Meisterschaften 2007 belegte sie drei erste und einen zweiten Rang. 2005 errang sie einen weiteren Europameister-Titel im Zeitfahren.
2007 belegte Elisa Frisoni bei den „Offenen Balkan-Meisterschaften“ den ersten Platz im Sprint und den zweiten im Keirin. 2009 belegte sie je zwei zweite Plätze bei Weltcuprennen.